# Gunnar Lindström
Nils Gunnar Lindström (Eksjö, 11 febbraio 1896 – Eksjö, 6 ottobre 1951) è stato un giavellottista svedese.

## Palmarès
- Giochi olimpici

Parigi 1924: argento nel lancio del giavellotto.